# Patekoan
Patekoan oftewel Patekoan-school, Petekoan, de Chinese school Tiong Hoa Hwee Koan (THHK) of het Kota-kamp, was een in Batavia gelegen krijgsgevangenenkamp tijdens de Japanse bezetting van Nederlands-Indië.
De Patekoan-school lag in het noorden van Batavia in de Chinese wijk Glodok aan de Patekoan nr. 31. Deze straat lag in de buurt van een afgetakte spoorlijn. De school is in de periode van april 1942 tot oktober 1942 in gebruik geweest als werkkamp voor krijgsgevangenen en ook nog voor een veertigtal burgers. Het kamp huisvestte Britten, Australiërs, Nederlandse inheemse KNIL-militairen en Brits-Indiërs. Deze laatste groep was afkomstig uit Sarawak en Malakka. De groep burgers betrof de opvarenden van een onbekend getorpedeerd schip uit Frans Indochina. 
De werkzaamheden die door de geïnterneerden werden verricht bestonden uit onder meer opruimwerkzaamheden en wegwerkzaamheden in de wijk zelf. De meeste krijgsgevangenen in West-Java werden van september 1942 tot september 1944 via de haven van Batavia per schip naar werkkampen buiten Java vervoerd. Deze transporten gingen naar Birma, Thailand, Japan, Sumatra en Singapore. Eind januari 1943 is dit kamp ook ontruimd en is het overgrote deel van de krijgsgevangenen verscheept naar onder meer Birma.